# Góry Tajwańskie

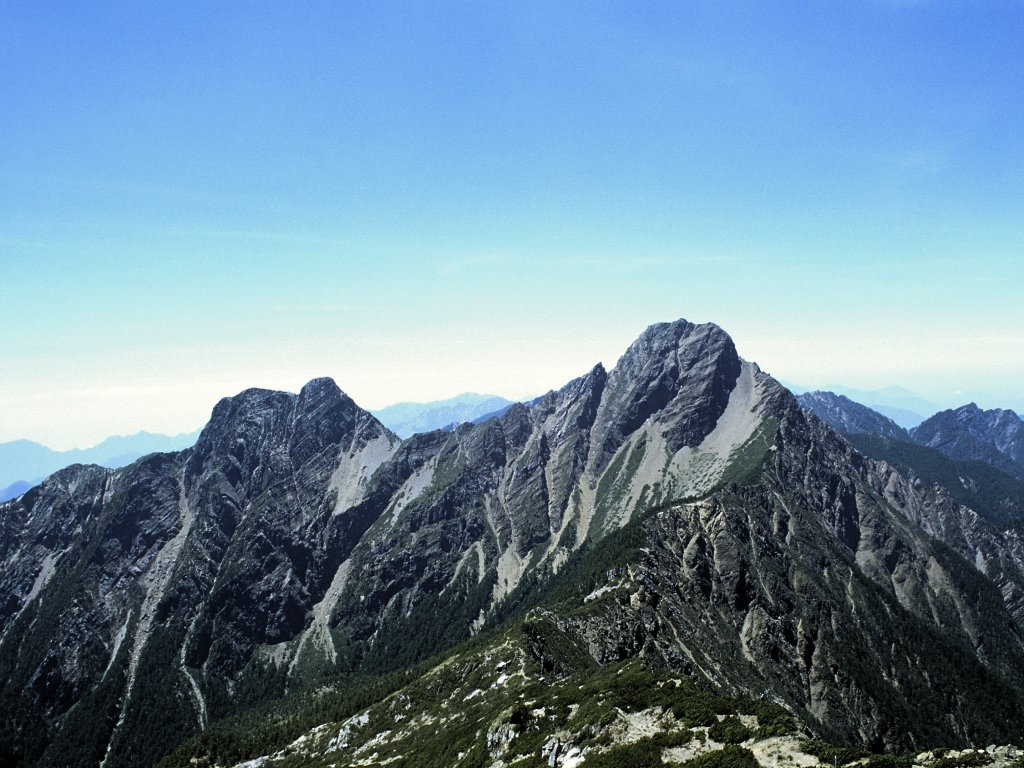
Szczyt Yu Shan

Góry Tajwańskie (chin. trad.: 台灣山脈; pinyin: Táiwān Shānmài) – góry rozciągające się wzdłuż wschodniego wybrzeża Tajwanu. Góry mają ok. 300 km długości i zajmują większą część wyspy. Najwyższym szczytem jest Yu Shan, którego wysokość wynosi 3952 m n.p.m. Powstały w orogenezie alpejskiej, są zbudowane ze skał magmowych i wapiennych. W górnych partiach występują formy i osady polodowcowe, a w części północnej znajduje się kilka wygasłych wulkanów. Ku wschodowi opadają stromymi krawędziami w stronę oceanu.